# Grimm (Musical)
Grimm! ist ein Musical von Peter Lund (Text) und Thomas Zaufke (Musik) und trägt den Untertitel Die wirklich wahre Geschichte von Rotkäppchen und ihrem Wolf. Das Stück wurde am 7. Dezember 2014 am Kinder- und Jugendtheater Next Liberty in Graz uraufgeführt, in dessen Auftrag es Peter Lund schrieb. Zeitnah fand die deutsche Erstaufführung am 19. März 2015 als Co-Produktion mit dem dritten Jahrgang des Studiengangs Musical/Show der Universität der Künste Berlin an der Neuköllner Oper in Berlin statt.

## Inhalt
Das Rotkäppchen, ein 14-jähriges Mädchen, das ihren Spitznamen satt hat und lieber Dorothea genannt werden möchte, lebt in einer Dorfgemeinschaft, die aus verschiedenen Märchenfiguren zusammengewürfelt ist. Eines eint die Dorfbewohner jedoch: Die Angst vor dem Wald und dem darin lebenden Wolf. So leben hier neben dem Rotkäppchen auch Mutter Geiß mit ihren Kindern, Die drei kleinen Schweinchen und zudem noch der alte Hofhund Sultan mit seinem Sohn Rex. Jeder von ihnen hat bereits seine schlechten Erfahrungen mit dem Wolf gemacht – oder tut zumindest so.
Der Wolf haust im Wald, und genau da zieht es das Rotkäppchen magisch hin, trotz oder auch gerade wegen all dieser Gruselmärchen. Es kommt der Tag, da obsiegt die Neugier, und das junge Mädchen macht sich gegen alle Warnungen auf in den Wald und begegnet dort Grimm, dem Wolf. Dieser erscheint ihr jedoch gar nicht so böse, wie ihn alle Dorfbewohner geschildert haben.
Grimm ist ein Aussteiger, und das Rotkäppchen ist von seiner freiheitsliebenden Art fasziniert und fühlt sich von ihm angezogen – was auf Gegenseitigkeit beruht. Der Wolf hatte bisher nur Kontakt zu Schweinchen Wild, einer Wildsau, und zu Oma Eule. Schweinchen Wild ist anfangs von der Idee, dass Wolf und Mensch eine Freundschaft oder gar Beziehung haben können, gar nicht überzeugt. Allerdings hat sie selbst ein ihr widernatürlich erscheinendes Faible für das im Dorf lebende Schweinchen Dick, welche ebenfalls eine Sau ist.
Nur Oma Eule ist für Wald- und Dorfbewohner gleichermaßen offen, weil sie das Leben hier und dort kennengelernt hat. Oma Eule hat mütterliche Gefühle für das Rotkäppchen, und unter ihrem Einfluss beschließt das Mädchen, Grimm mit ins Dorf zu nehmen, um allen Gerüchten ein Ende zu setzen. Sie ahnt jedoch nicht, was sie damit auslöst, denn das Dorf entpuppt sich als intriganter Haufen.
Eigentlich leben Ziegen, Schweine, Hunde und das Rotkäppchen nach den Geboten des Animalismus und in demokratischen Strukturen, als sie aber durch einen Wolf in ihrer Gemeinschaft ihre spießige Dorfidylle bedroht sehen, gehen sie in Verteidigungsposition. Der alte Hofhund Sultan, der Bürgermeister des Dorfes, will um jeden Preis einige dunkle Geheimnisse und schmutzige Geschichten bewahren. Schweinchen Schlau wäre auch gerne Bürgermeister, und als er erkennt, dass nach und nach alle Dorfbewohner irgendwann beginnen, ihre Vorurteile gegenüber Grimm aufzugeben und Frau Geiß dann auch noch den Wolf zum Babysitter ihrer Kinder macht und Grimm sogar verführt, versucht er durch eine Intrige die Gemeinschaft gegen den Wolf aufzubringen; er würde ihn am liebsten töten. Falsche Beschuldigungen von Schweinchen Schlau führen fast zu einem Eklat.

## Rezeption
Bei Grimm handelt es sich um eine Neuinterpretation verschiedener Märchen, wobei insbesondere die Stoffe des Grimm‘schen Kosmos auf den Kopf gestellt werden. Bereits im Untertitel (Die wirklich wahre Geschichte von Rotkäppchen und ihrem Wolf) wird deutlich, dass Grimm uralte Überlieferungen auf ihren Wahrheitsgehalt abklopft – und vielmehr noch auf ihre Aktualität. Die ewige Geschichte von Gut und Böse und besonders die von Rotkäppchen und dem bösen Wolf wird neu erzählt und seine Boshaftigkeit infrage gestellt. Hat wirklich ein Wolf das Haus der drei Schweinchen umgeblasen, oder waren diese einfach zu dumm, ein stabiles Haus zu bauen? Peter Lund zeigt, „dass Märchen nebst Adaptionen nicht nur für Kinder sind“ und kreiert so „eine ganz neue Geschichte“, die – „auch wenn die bekannte Märchenfassade bis in die letzte Faser mit Sexualität durchdrungen“ – dennoch für Kinder geeignet ist: „Zwar begreift man erst als Erwachsener alle Anspielung, aber auch Kinder haben ihren Spaß“. So fühlen sich zu Beginn erst das Rotkäppchen und letztendlich auch Schweinchen Doof von Grimm angezogen, Frau Geiß verführt diesen sogar, und auch Wildsau und Dorfsau finden zusammen.
Trotz all dieser eher märchenuntypischen Elemente bedient Grimm auch die tradierten Vorstellungen eines Märchens: Der Wald und das Dorf, Dunkel und Hell, Böse und Gut, fremd und gewohnt; alle diese Extreme werden im Stück gegenübergestellt – auch wenn nach und nach erkennbar wird, dass es gar nicht so einfach ist, scheinbare Gegensätze auseinanderzuhalten.
Da ist einerseits Grimm, die namensgebende Figur des Stücks. Grimm ist „ein echt cooler Typ“, „ein sanfter Hippie mit langen Haaren und Fell-Weste auf nacktem Oberkörper“, der nicht etwa dadurch für die Dorfgemeinschaft gefährlich ist, dass er diese fressen möchte, sondern dadurch, dass er so unabhängig und frei lebt. Sein Lebensmotto lautet: „Sei ein Wolf, sei immer du selber. Sei ein Wolf heißt: tu nur, was du willst, Ja, als Wolf, da bist du gefährlich, aber doch nur, wenn du dich hungrig fühlst.“ Grimm glaubt, „er sei das edelste Geschlecht der Welt“.
Auf der anderen Seite steht mit dem Dorf eine Gesellschaft, die sich ihre Feindbilder selbst sucht, und ganz besonders Schweinchen Schlau ist alles andere als harmlos, wenn er versucht, die Welt zu sortieren. Die Intrige, durch die er die Dorfgemeinschaft gegen den Wolf aufbringen will, lässt Schweinchen Schlau wie der Farm der Tiere entsprungen erscheinen, und er begibt sich aus der ihm zugeschriebenen Opferrolle heraus, hinein in eine Täterrolle.
Eine Figur im Stück, die beide Seiten kennt, ist Oma Eule. Sie bringt allerlei dunkle Geheimnisse ans Licht, verhindert damit aber Schlimmeres. Dass beide Seiten irgendwie zusammenfinden liegt nicht daran, dass sie einander besser kennenlernen, sondern sie vielmehr von Oma Eule einen Spiegel vorgehalten bekommen, sich ihrer eigenen Fehler bewusst werden und hierdurch wieder ein wenig zu sich selbst finden. So hat die stattfindende Selbstauflösung der Dorfgemeinschaft auch etwas Reinigendes.
Das hyperaktive, zunehmend persönlichkeitsgespaltene Schweinchen Doof, das anfänglich so gerne ein Hahn wäre hört letztlich sein ganz persönliches Ping und verliebt sich in den Wolf, wodurch ihm alle dunklen Gedanken wie weggeblasen scheinen. Schweinchen Dicklinde fühlt sich gar nicht mehr so dick und zieht zu Schweinchen Wild in den Wald, die sich nun nicht mehr als einsames, hässliches Warzenschwein empfindet. Die alleinerziehende Mutter Geiß, die damit ein wenig überfordert scheint, hat ihre sexuellen Bedürfnisse bereits zuvor erfüllt. Und auch der von ihr zuvor meist nur als Babysitter eingesetzte Rex beginnt ein neues Leben, nachdem er erstmals Blut geleckt hat. Rex erfährt durch eine gemeinsame Kaninchenjagd mit Grimm, wie sich Freiheit anfühlt und was es bedeutet, ein Hund zu sein. Rotkäppchen erkennt dadurch, dass es nicht die Hinwendung zum eigenen Schatten ist, sondern vielmehr gemeinsame Interessen sind, die Freundschaften begründen.
Der Autor schuf so eine Charakterstudie, die zeigt, dass Hunde feige und faul, Schweine Dreckschweine und ein Wolf einsam sein können – aber eben nicht müssen: „Weil es keine Schwarz-Weiß-Malerei gibt, gibt es auch kein verkitschtes Musical-Happy-End. Aber eine Annäherung und ein Relativieren von Gut und Böse.“ Auch wenn Lund „eine große Liebesgeschichte, eine Freundschaft, die nicht sein darf“ zeichnen möchte, dürfen Rotkäppchen und Grimm nicht wirklich zueinander finden, und ob das Beziehungsexperiment einer Wildsau mit einem Hausschwein funktionieren kann, ist ebenfalls ungewiss. Der Zuschauer wird am Schluss vielmehr gebeten, sich sein eigenes Ende auszumalen. Grimm ist damit zwar keine Liebeskomödie, aber eben auch kein Beziehungsdrama und gerade hierdurch „eine spannende Geschichte um Wahrheit und Lüge, Vorurteile und eine große Freundschaft, die man so bestimmt noch nicht gesehen hat“.
In der Partitur lassen sich alle Arten von musikalischen Einflüssen erkennen, wodurch „ein flotter Mix aus unterschiedlichen Stilrichtungen“ entsteht. Die Musik orientiert sich einerseits an Disney-Filmmusik, ist jedoch schneller und damit postmodern, andererseits finden sich auch lässige Ohrwürmer und Retro-Duette im Foxtrott und Charleston-Rhythmus, die wie eine „Hommage an die großen Musical-Klassiker der 30er und 40er Jahre“ wirken.
Unterstrichen werden die märchenhaften Klänge durch eine Wiederaufnahme des Themas in den Dialogen und im Gesang. So heult Grimm während seiner Rede, die Schweinchen quieken immer wieder, und Mutter Geiß meckert ständig, und zwar auf schwäbisch. Die tierischen Charaktere werden zudem auch in der Choreografie konsequent umgesetzt. Das „minimalistische Bühnenbild“ lässt den Schauspielern viel Platz für Bewegungen und zur Ausfüllung ihrer Rollen.

## Uraufführung und deutsche Erstaufführung
Grimm! wurde am 7. Dezember 2014 am Kinder- und Jugendtheater der Oper Graz (Next Liberty) in einer Interpretation, die für Kinder ab 6 Jahren geeignet ist, uraufgeführt. Die deutsche Erstaufführung fand am 19. März 2015 an der Neuköllner Oper in Berlin statt.

## Weitere Aufführungen
Ab 9. Februar 2017 wurde Grimm in einer Inszenierung von Werner Sobotka am Theater der Jugend in Wien aufgeführt. Ab 30. September 2017 wurde das Musical an den Uckermärkische Bühnen Schwedt unter der Regie von Neva Howard vorgestellt. Am Theater Erfurt hatte Grimm! am 1. Februar 2018 Premiere (Inszenierung: Stephan Beer). Ab 29. März 2019 wurde Grimm von Stage Focus in Oberhausen aufgeführt. Am 10. Februar 2019 hatte Grimm!  Premiere am Theater Annaberg-Buchholz (Inszenierung: Tamara Korber).
Am 10. Juni 2022 hat das Werk Premiere am Musiktheater Linz mit ausschließlich jugendlichen, semi-professionellen Darstellern und Musikern im Orchester. (Musikalische Leitung: Thomas Doss, Regie: Heidelinde Leutgöb, Choreographie: Daniel Feik)
Ebenfalls nur mit semi-professionellen Darstellern hatte Grimm! am 20. Januar 2024 Premiere im Saal „Wartburg“ des Hessischen Staatstheater Wiesbaden in der Inszenierung und mit den Choreographien von Iris Limbarth. Die Inszenierung der mit dem Deutschen Musical Theater Preis 2022 ausgezeichneten Regisseurin Limbarth wird aktuell aufgeführt vom Jungen Staatsmusical Wiesbaden (kurz: JUSM), ehemalig Jugendclub, was in der Musicalszene als Sprungbrett für Junge Talente gilt.

## Ensemble der ersten Spielzeit(Graz-Cast)
7. Dezember 2014 bis 27. April 2015

### Besetzung
- Regie: Helge Stradner
- Musikalische Leitung: Maurizio Nobili
- Korrepetition: Saša Mutic
- Bühnenbild: Marlies Pfeifer
- Kostüme: Isabel Toccafondi
- Choreographie: Benjamin Louis Rufin
- Bild & Video: Bernd Ertl

### Darsteller
- Sigrid Spörk (Rotkäppchen)
- Christof Messner (Grimm, der junge Wolf)
- Franz Gollner (Sultan, der alte Hofhund)
- Florian Stanek (Rex, sein Sohn)
- János Mischuretz (Schweinchen Schlau)
- Eleftherios-Vinzenz Chladt (Schweinchen Doof / Schweinchen Wild)
- Alisca Baumann (Dicklinde, Schweinchen Dick)
- Jutta Panzenböck (Gisela Geiß / Großmutter Eule)

### Orchester
- Philipp Pluhar (Schlagzeug/Perkussion)
- Maurizio Nobili (Keyboard, Perkussion, Dirigent)
- Saša Mutic (Klavier, Keyboard)
- Karl Rossmann (Trompete, Flügelhorn, E-Gitarre)
- Gernot Strebl (Saxophon, Flöte, Klarinette)
- Reinhard Ziegerhofer (Kontrabass, E-Bass)

## Ensemble der zweiten Spielzeit(Berlin-Cast)
19. März bis 14. April 2015 mit dem 3. Jahrgang des Studiengang Musical/Show der Berliner Universität der Künste

### Besetzung
- Regie: Peter Lund
- Musikalische Leitung: Hans-Peter Kirchberg / Tobias Bartholmeß
- Choreographie: Neva Howard
- Bühnenbild und Kostüme: Ulrike Reinhard

### Darsteller
(in alphabetischer Reihenfolge)
- Kiara Brunken (Schweinchen Wild)
- Devi-Ananda Dahm (Dorothea, Rotkäppchen)
- Sophia Euskirchen (Oma Eule)
- Fabian-Joubert Gallmeister (Schweinchen Schlau)
- Anthony Curtis Kirby (Rex)
- Dennis Hupka (Didi, (Schweinchen) Doof)
- Katharina Beatrice Hierl (Gisela Geiß)
- Jan-Philipp Rekeszus (Grimm)
- Dennis Weißert (Sultan, der alte Hofhund)
- Feline Zimmermann (Dicklinde, (Schweinchen) Dick)

### Orchester
- Klavier: Hans-Peter Kirchberg / Tobias Bartholmeß
- Gitarre: Jo Gehlmann / Hossein Yacery Manesh
- Trompete, Piccolo-Trompete: Rainer Brennecke
- Reeds: Sidney Pfnür / Karola Elßner
- Synthesizer: Markus Mittermeyer / Tobias Bartholmeß
- Schlagzeug: Stephan Genze
- Kontrabass: Max Nauta

Mit den gleichen Darstellern erfolgte im November 2015 eine Wiederaufnahme des Stückes an der Neuköllner Oper.

## Liste der Lieder
- Prolog
- Geh niemals in den Wald
- So viele Wege
- Sei ein Wolf
- Die Geschichte vom alten Wolf
- Die da im Dorf
- Du bist nicht allein auf der Welt
- Wie ein Märchen entsteht
- Finale 1
- Entr’acte
- Die wirklich wahre Geschichte vom alten Wolf
- Leben mit Wolf
- Die alte Geschichte
- Der Wolf muss weg
- Grimm
- Du bist mein bester Freund
- Der Schwein-Gehabt-Walzer
- Didis Krise
- Blut geleckt
- Ein besseres Märchen
- Und wenn sie nicht gestorben sind

## Pressestimmen
„Grimm! ist eine der aktuell wichtigsten Theaterproduktionen – egal ob Sprechbühne oder Musiktheater – die in Berlin zu sehen ist. Das Musical ist aktuell, gesellschaftlich, politisch, böse, klar, mitreißend, unterhaltend und belehrend.“

„[…] dermaßen klug und ansteckend […] Nie entgehen lassen! Selbst dann nicht, wenn es unter Schweinen spielt.“

„Gesanglich, tänzerisch und darstellerisch gelingt Grimm die Gratwanderung aus lässiger Popcorn-Unterhaltung und Tiefgang mit kritischen Zwischentönen.“

„Dieses Grimm'-Musical ist eine Bereicherung der Berliner Musical-Szene.“

„Grimm kann […] musikalisch und schauspielerisch begeistern.“

“Lund and Zaufke have created an interesting new family musical which, despite some difficulties, works quite well. The score is wonderful, packed with some great moments, with all sorts of musical influences.”

„Einfach tierisch gut. […] Weil es keine Schwarz-Weiß-Malerei gibt, gibt es auch kein verkitschtes Musical-Happy-End. Aber eine Annäherung und ein Relativieren von Gut und Böse. Viel verdienter Applaus bei der Premiere.“

„Ein schwungvolles, kurzweiliges Stück, das sowohl den kleinen als auch den großen Besuchern einiges zu erzählen hat.“

## Auszeichnungen
Die Grazer Aufführung von Grimm! wurde im August 2015 von der Deutschen Musical Akademie in vier Kategorien für den Deutschen Musical Theater Preis nominiert. Am 26. Oktober 2015 wurde Peter Lund bei der Preisverleihung in der Kategorie Bestes Buch ausgezeichnet, und Christof Messner wurde als Bester Darsteller geehrt.

## Belege
1. ↑  Homepage Peter Lund. Abgerufen am 19. März 2015
2. 1 2 3 4 5 6  „Grimm“ in der Neuköllner Oper (Memento vom 2. April 2015 im Internet Archive). In: rbb24 Inforadio, 20. März 2015.
3. ↑  Märchenboom erreicht das Theater. Berliner Morgenpost, 18. Februar 2015; Peter Lund im Gespräch mit Ulrike Borowczyk; abgerufen am 19. März 2015. „Wir haben alle Grimmschen Märchen, in denen der Wolf vorkommt, vereint. So ist ein Dorf entstanden, in dem Figuren von den drei kleinen Schweinchen über Mutter Geiß und Rotkäppchen bis zum alten Hofhund Sultan leben.“
4. ↑  S. Gerdesmeier: Grimm: Studierende zeigen deutsche Erstaufführung. musical1.de, 23. Februar 2015; abgerufen am 19. März 2015.
5. ↑  Peter Lund: Märchenboom erreicht das Theater. Berliner Morgenpost, 18. Februar 2015; abgerufen am 19. März 2015.
6. ↑  Sechs neue Produktionen im Next Liberty. Kleine Zeitung, 2. Juni 2014
7. ↑  Felix Bloch Erben, 17. März 2015.
8. ↑  Märchenboom erreicht das Theater: Ulrike Borowczyk, Berliner Morgenpost 18. Februar 2015
9. 1 2  Kevin Clarke: Der Wolf mit dem Waschbrettbauch. klassik.com, 20. März 2015
10. ↑  Peter Lund in Berliner Morgenpost 18. Februar 2015
11. ↑  Märchenboom erreicht das Theater: Ulrike Borowczyk, Berliner Morgenpost 18. Februar 2015
12. ↑  Märchenboom erreicht das Theater: Ulrike Borowczyk, Berliner Morgenpost 18. Februar 2015
13. 1 2  Grimm – Das Musical an der Neuköllner Oper. Peter Lund im Interview, RBB Kulturradio, 18. März 2015
14. ↑  Märchenboom erreicht das Theater: Ulrike Borowczyk, Berliner Morgenpost 18. Februar 2015
15. ↑  Es war einmal. . . alles ganz anders. Kleine Zeitung, 9. Dezember 2014
16. 1 2  Grimm! Die wahre Geschichte von Rotkäppchen und ihrem Wolf (Memento vom 2. April 2015 im Internet Archive). Oper Graz.
17. ↑  Ludovico Lucchesi Palli: Grimm! – Oper Graz. musicaltheatrereview.com, 2. Februar 2015
18. ↑  Rotkäppchen verliebt sich in den Wolf: Flottes Kindermusical in Graz. Tiroler Zeitung, 8. Dezember 2014
19. ↑  Grimm – Das Musical an der Neuköllner Oper, Peter Lund im Interview. RBB Kulturradio, 18. März 2015. Lund selbst spricht von „Disney auf Droge“.
20. ↑  Märchenboom erreicht das Theater. Berliner Morgenpost, 18. Februar 2015; Peter Lund im Gespräch mit Ulrike Borowczyk
21. ↑  Franziska Knupper: In Berlin, da jault der Wolf. In: Berliner Zeitung, 26. März 2015
22. ↑  Musical „Grimm!“ im Theater der Jugend. In: orf.at, 15. Februar 2017.
23. ↑  Eva-Martina Weyer: 
Die mit dem Wolf heult (Memento vom 13. Oktober 2017 im Internet Archive). In: Märkische Oderzeitung, 2. Oktober 2017.
24. ↑  Grimm! (Memento vom 22. September 2017 im Internet Archive) auf der Website des Theaters Erfurt.
25. ↑  Dominik Lapp: Rezension der Aufführung in Oberhausen 2019 auf kulturfeder.de, 30. März 2019, abgerufen am 3. Juni 2019.
26. ↑  Grimm! im Spielplan der Erzgebirgischen Theater+Orchester-Gesellschaft (Memento vom 3. Juni 2019 im Internet Archive).
27. ↑  Grimm! im Spielplan des Musiktheaters Linz, abgerufen am 9. Juni 2022.
28. ↑  Deutscher Musical Theater Preis 2022
29. ↑  Spielplan Wiesbaden
30. ↑  Stücke: Grimm. Neuköllner Oper, März 2015; abgerufen am 12. März 2015
31. ↑  Grimm – Die wirklich wahre Geschichte von Rotkäppchen und ihrem Wolf. In: neukoellneroper.de. Abgerufen am 31. Oktober 2015.
32. ↑  Frank Wesner: Groß und großartig: Grimm! In: allesintheater.com,. 29. März 2015, abgerufen am 4. Januar 2015.
33. ↑  Kai Luehrs-Kaiser: Grimm in der Neuköllner Oper. In: tip Online. 24. März 2015, archiviert vom Original (nicht mehr online verfügbar) am 2. April 2015; abgerufen am 28. März 2015.
34. ↑  boro: In Wolfs Revier. In: Berliner Morgenpost. 24. März 2015, abgerufen am 27. März 2015.
35. ↑  Kevin Clarke: Der Wolf mit dem Waschbrettbauch. In: Klassik.com. 20. März 2015, abgerufen am 25. März 2015.
36. ↑  Grimm! – Oper Graz, Ludovico Lucchesi Palli. In: Musical Theatre Review Website. 2. Februar 2015, abgerufen am 26. März 2015.
37. ↑  Es war einmal … alles ganz anders. In: Kleine Zeitung. 9. Dezember 2014, abgerufen am 26. März 2015.
38. ↑  Das sind die Nominierten für den Deutschen Musical Theater Preis 2015 (Memento vom 24. September 2015 im Webarchiv archive.today). In: musicalradio.de, 20. August 2015.
39. ↑  Der Deutsche Musical Theater Preis 2015: Die große Zeremonie. In: musical1.de, 27. Oktober 2015.